# Estação Pindamonhangaba (EFCJ-Subúrbios)
A Estação Pindamonhangaba (Subúrbios) é a estação terminal dos trens de subúrbio da Estrada de Ferro Campos do Jordão (EFCJ). Foi inaugurada em 1922.
Ela atende apenas aos trens de subúrbio, sendo ignorada pelas composições que têm ponto final no município de Campos do Jordão (que param na próxima estação, a cerca de 10 metros desta). Conta com um virador de trens, para inverter a direção dos comboios que ali chegam.
Localiza-se no município de Pindamonhangaba.

## História
A estação foi inaugurada em 1922, oito anos após o início das operações da ferrovia, construída para levar os acometidos pela tuberculose aos sanatórios na então vila de Campos do Jordão, encurtando e acelerando uma viagem anteriormente percorrida por sobre lombos de mulas.
Foi restaurada pela EFCJ em 2014, recebendo nova pintura e retrabalhos em seus bancos.